# ابتکار احزاب کمونیست و کارگری
ابتکار احزاب کمونیست و کارگری یک گروه سیاسی اروپایی با ایدئولوژی مارکسیسم–لنینیسم است. ابتکار دارای ۳۰ حزب عضو از سراسر اروپا است. حزب کمونیست یونان بنیانگذار اصلی ابتکار بود. هدف از این ابتکار کمک به تحقیق و بررسی مسائل مربوط به اروپا، به ویژه در مورد اتحادیه اروپا، خط سیاسی است که در چارچوب آن ترسیم شده و زندگی کارگران و همچنین کمک به تهیه مواضع احزاب و هماهنگی همبستگی آنها و سایر فعالیتهای آنها را تحت تأثیر قرار می‌دهد.